# Krško
Krško (en allemand : Gurkfeld) est une commune dans le Sud-Est de la Slovénie. La ville historique traversée par la Save est connue pour héberger la centrale nucléaire de Krško, la seule du pays.
Krško a obtenu le statut de commune urbaine en décembre 2021.

## Géographie

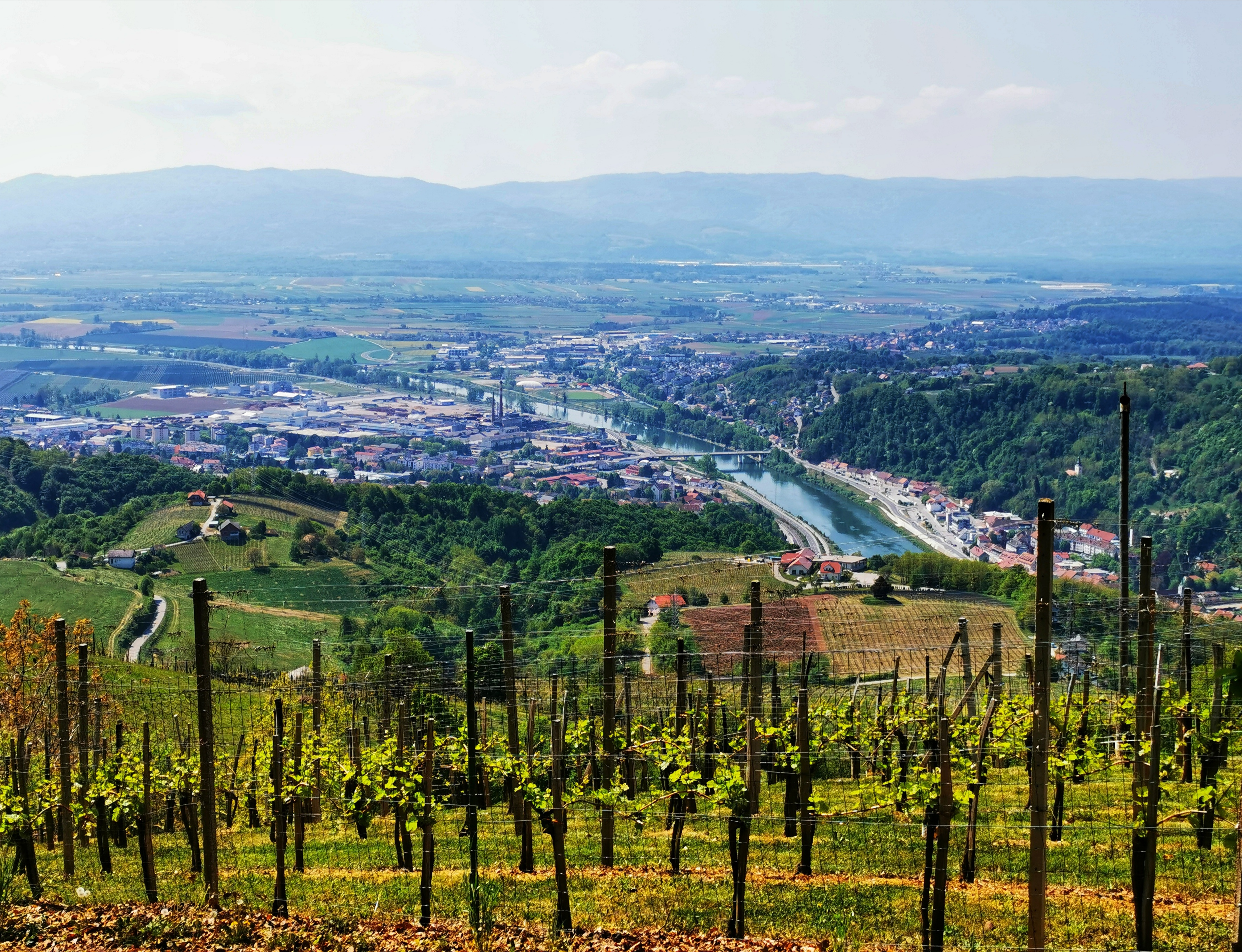
Vue sur la vallée de la Save.

La ville se situe sur les rives de la Save, l'affluent au plus grand débit du Danube, à la limite est de la région traditionnelle de Basse-Carniole (Dolenjska) avec la Basse-Styrie. Elle se trouve à 78 kilomètres à l'est de la capitale slovène Ljubljana, près de la frontière croate. L'autoroute A2 passe au village de Drnovo dans le sud du territoire communal.
La région, légèrement vallonnée, est située à la limite nord des Alpes dinariques et à la limite sud de la plaine de Pannonie. 2 % du territoire de la commune est situé à l'intérieur du parc naturel de Kozjansko. Le reste du parc s'étend également sur les communes voisines de Brežice, Krško, Podčetrtek et Bistrica ob Sotli. Ce parc est traversé par la rivière Sotla qui forme une partie de la frontière de la Slovénie avec la Croatie et appartient au bassin hydrographique du Danube.
À côté de Krško se trouve la grotte de Kostanjevica au pied de la chaîne de montagne de Gorjanci. La forêt de Krakovo est la seule des forêts vierges en Slovénie où se trouve le chêne pédonculé, un lieu d'habitat d'espèces rares et d'espèces en danger.

## Histoire

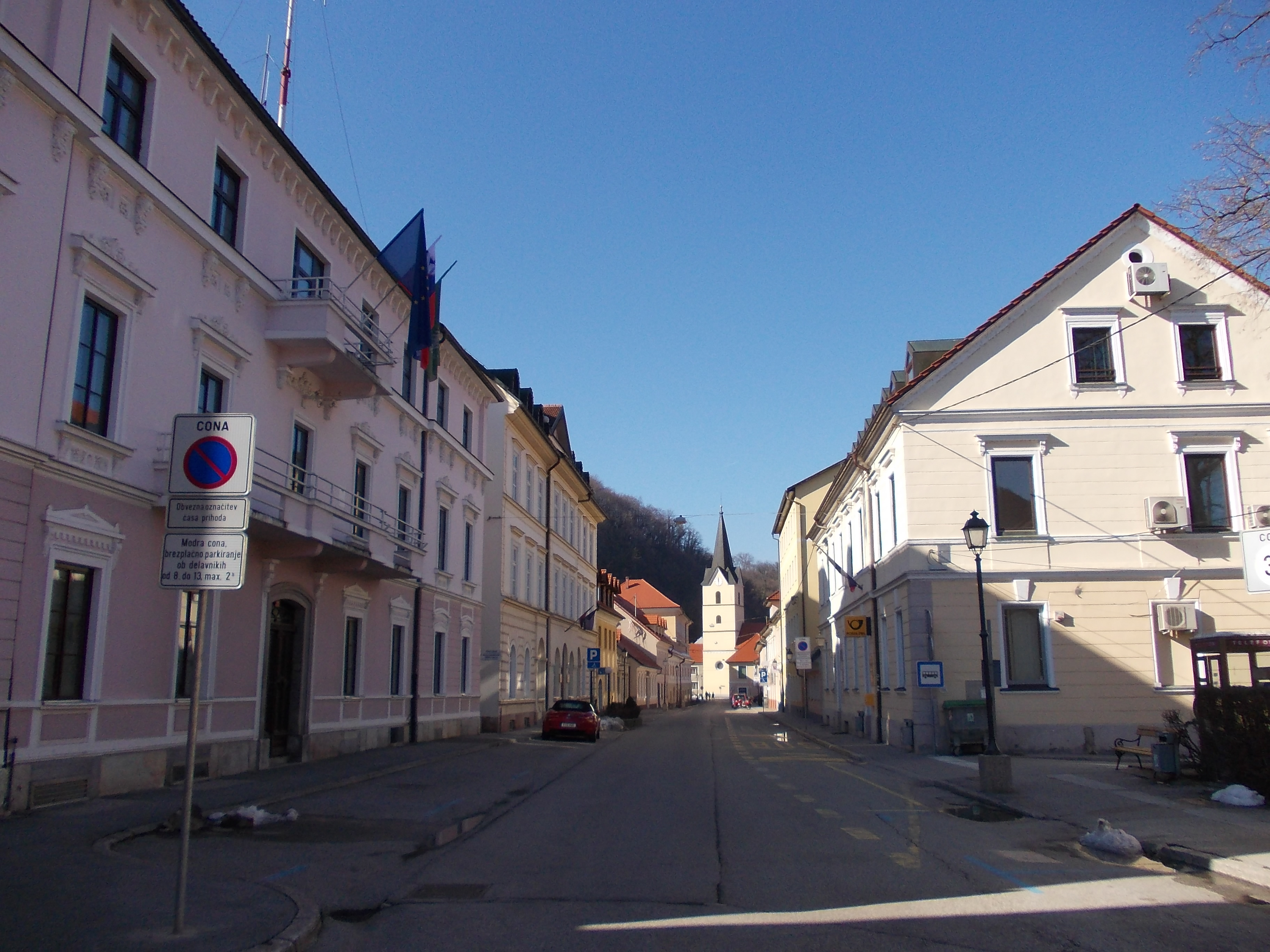
Dans la vieille ville de Krško.

La région est habitée depuis la Préhistoire. Depuis le Moyen Âge tardif, la ville sur la rive droite de la Save appartenait au duché de Carniole, lorsque la rive gauche faisait partie du duché de Styrie, l'un et l'autre sous la domination de la monarchie de Habsbourg. Au-dessus de la vieile ville se situe un château médiéval (Grad Krško), auparavant la propriété des archevêques de Salzbourg et des comtes de Celje, agrandi au XVe siècle par le duc Frédéric IV d'Autriche.
Au XVIe siècle, Krško est un centre de la Réforme protestante, lieu de l'action pastorale de Jurij Dalmatin (1547-1589) et d'autres théologiens. Au cours de la Contre-Réforme dans les territoires héréditaires de l'Autriche intérieure, un couvent des frères mineurs capucins y est fondé est doté d'une grande bibliothèque.
Jusqu'à la fin de la Première Guerre mondiale, la ville (au nom bilingue de Gurkfeld - Krško aussi Kersko) fait partie de l'empire d'Autriche puis Autriche-Hongrie (Cisleithanie après le compromis de 1867), chef-lieu du district de même nom, l'un des 11 Bezirkshauptmannschaften en province de Carniole. Le nom allemand de Gurkfeld seul est utilisé avant 1867.

## Économie
L'activité industrielle de Krško comprend la construction, le travail du métal, le papier (Vipap Krško), le textile, le travail du bois et l'agriculture. Krško se développe aussi dans le commerce, le transport et le tourisme.
Il existe des vignobles et des terres fertiles pour les pommes, les poires, les pêches, les abricots et les pruniers. Les vignobles produisent plusieurs cépages comme le Cviček, le welschriesling et la blaufränkisch ainsi que les Sremičan rouge et blanc.

## Démographie
Sur la période 2008 - 2021, la population de la commune de Krško est restée comprise entre 25 000 et 30 000 habitants,.
Évolution démographique
| 1999   | 2000   | 2001   | 2002   | 2003   | 2004   | 2005   | 2006   | 2007   |
| ------ | ------ | ------ | ------ | ------ | ------ | ------ | ------ | ------ |
| 27 940 | 27 884 | 27 911 | 28 081 | 28 126 | 28 013 | 28 091 | 28 146 | 25 808 |
| 2008   | 2009   | 2010   | 2011   | 2012   | 2013   | 2014   | 2015   | 2016   |
| 26 249 | 25 600 | 25 795 | 25 867 | 25 886 | 26 050 | 25 893 | 25 835 | 25 884 |
| 2017   | 2018   | 2019   | 2020   | 2021   |        |        |        |        |
| 25 853 | 25 833 | 25 996 | 26 224 | 25 904 |        |        |        |        |

## Personnalités liées à la commune

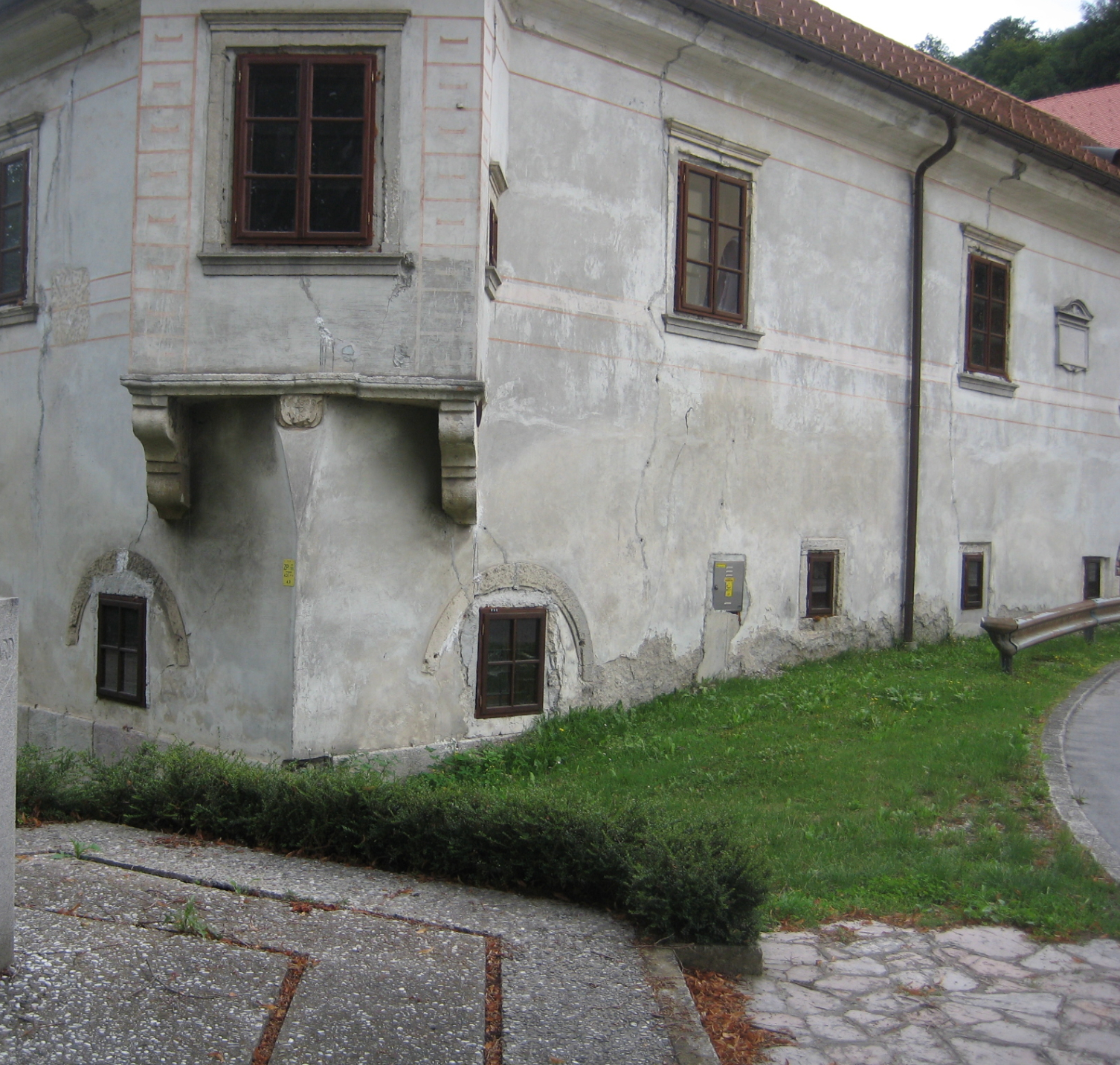
La maison d'habitation de Valvasor.

Plusieurs personnalités historiques de l'histoire slovène sont liés à la ville de Krško comme Adam Bohorič (professeur, auteur de la première grammaire slovène), Jurij Dalmatin (l'élève de ce dernier qui a traduit entièrement la Bible en slovène en 1584). L'historien et polymathe Janez Vajkard Valvasor, auteur, en 1689, de l'œuvre La Gloire du Duché de Carniole qui a permis de faire connaître le pays à travers le monde, a vécu à Krško quelque temps et y est mort en 1693.

## Sport
Handball
- RK Krško

Football
- ŽNK Škale - Mila - Krško

## Jumelage

### Jumelage
La commune de Krško est jumelée avec :
- Obrigheim (Allemagne) depuis 1982